# ۶۲ بره
۶۲ بره یک ستاره است که در صورت فلکی برج حمل قرار دارد.